# Władysław Sławny
Władysław Sławny (ur. w 1907 roku w Nowym Korczynie, zm. w Paryżu w 1991 roku) – polski fotografik.

## Życiorys
Dorastał w rodzinie żydowskiej wśród czworga innych dzieci. W wieku 12 lat zainteresował się fotografią i sam skonstruował swój pierwszy aparat fotograficzny. Porzucił szkołę przed maturą i wyjechał do Paryża. Tam pracował jako fotograf prasowy i związał się ze środowiskiem lewicowym. Jego zdjęcia były publikowane w magazynach „Vu” i „Regards”.
Na początku II wojny światowej zaciągnął się do Wojska Polskiego we Francji. Jako żołnierz Brygady Strzelców Podhalańskich walczył w bitwie o Narwik.
Po wojnie pracował w Paryżu dla „Gazety Polskiej”, adresowanej do licznych polskich emigrantów przebywających we Francji. Nawiązał kontakty z polskimi intelektualistami mieszkającymi w Paryżu. W 1950 przybywa do Warszawy i zostaje kierownikiem działu fotograficznego nowego czasopisma Świat. Wraz z nim pracują tam m.in. Jan Kosidowski, K. Jarochowski i W. Prażuch. W tym okresie „Świat” staje się miejscem spotkań znanych fotografików z zagranicy (m.in. Henri Cartier-Bresson, Willy Ronis).
W 1957 wraca do Paryża i pracuje w polskojęzycznym czasopiśmie „Tygodnik Polski”. Robi dla niego liczne reportaże na temat wszystkiego, co we Francji ma związek z Polską (życie emigrantów, francuscy sportowcy polskiego pochodzenia, piosenkarze udający się z tournée do Polski, polscy artyści, uczeni czy politycy przyjeżdżający do Francji). Pracuje również dla malarza Jeana Dubuffeta i jego kolekcji Art Brut.
W wieku 70 lat przechodzi na emeryturę, ale nie przestaje fotografować – przede wszystkim zieleń i drzewa. Umiera w Paryżu w 1991.